# Eberhard von Koerber
Eberhard "Ebbo" von Koerber (Stade, Baja Sajonia, , 11 de junio de 1938 – 3 de agosto de 2017) fue un directivo alemán. Como miembro del Consejo de Administración de BMW, fue responsable de ventas y marketing de 1984 a 1986. Entre 1988 y 1998, fue responsable de las actividades de Asea Brown Boveri en Europa, Oriente Medio y África como vicepresidente del ejecutivo del grupo en Zurich. De 2007 a 2012 fue copresidente del Club de Roma.
Von Koerber se quedó huérfano cuando su padre fue asesinado durante la Segunda Guerra Mundial y luego se unió al Scouting a fines de la década de los 40. Con 14 años era jefe de patrulla. Después de estudiar derecho, se convirtió en empresario y se instaló en Suiza.
De 2003 a 2006, von Koerber fue jefe de la Fundación Mundial de la Organización Mundial del Movimiento Scout. En 2009, recibió el 320° Lobo de Bronce, la única distinción de la Organización Mundial del Movimiento Scout, otorgada por el Comité Scout Mundial por servicios excepcionales al Movimiento Scout mundial.